# Scythropochroa
Scythropochroa är ett släkte av tvåvingar som beskrevs av Günther Enderlein 1911. Scythropochroa ingår i familjen sorgmyggor.

## Dottertaxa tillScythropochroa, i alfabetisk ordning[1][2]
- Scythropochroa antarctica
- Scythropochroa atrichata
- Scythropochroa atrichoalata
- Scythropochroa cyclophora
- Scythropochroa diversispina
- Scythropochroa exposita
- Scythropochroa gressitti
- Scythropochroa incohata
- Scythropochroa latefurcata
- Scythropochroa leucogaster
- Scythropochroa longinervis
- Scythropochroa longipennis
- Scythropochroa magistrata
- Scythropochroa micropalpa
- Scythropochroa nigricalcar
- Scythropochroa nitida
- Scythropochroa ochrogaster
- Scythropochroa parapectinea
- Scythropochroa paucitrichata
- Scythropochroa puripennis
- Scythropochroa quadrispinosa
- Scythropochroa quercicola
- Scythropochroa radialis
- Scythropochroa rhodogaster
- Scythropochroa robusta
- Scythropochroa samoana
- Scythropochroa semitrichata
- Scythropochroa sordidata
- Scythropochroa subfasciata
- Scythropochroa subovopalpi
- Scythropochroa trichoalata
- Scythropochroa trichovenosa
- Scythropochroa trispinosa
- Scythropochroa velata